# 普氏蹄蝠冠状病毒Zhejiang2013
蹄蝠乙型冠狀病毒浙江2013（Bat Hp-betacoronavirus/Zhejiang2013、BtHp-BetaCoV/ZJ2013）是乙型冠狀病毒屬的一種病毒，於2013年在中國浙江的普氏蹄蝠中發現。此病毒與乙型冠狀病毒屬支序B的病毒（包括嚴重急性呼吸道症候群冠狀病毒SARS-CoV、嚴重急性呼吸道症候群冠狀病毒2型SARS-CoV-2等）關係接近，為其姊妹群。

## 基因組
蹄蝠乙型冠狀病毒ZJ2013的基因組長約31500nt，編碼冠狀病毒皆有的複製酶（1a/1b）和刺突蛋白（S）、膜蛋白（M）、外膜蛋白（E）與衣殼蛋白（N）等四種結構蛋白，另外還有ORF2、ORF4、ORF7與ORF8等四個開放閱讀框編碼輔助蛋白，其基因順序為1ab-ORF2-S-ORF4-E-M-ORF7-ORF8-N。其中ORF2為此病毒特有，可能與刺突蛋白有關，此開放閱讀框中含有穿膜的區域與信號肽，顯示其可能是一種病毒表面的蛋白。

## 分類
序列分析結果顯示BtHp-BetaCoV/ZJ2013與SARS-CoV、SARS-CoV-2等乙型冠狀病毒屬支序B的病毒關係接近，為其姊妹群，不過其核苷酸序列的相似度僅有58%。乙型冠狀病毒屬中，上述病毒組成的演化支和支序D的病毒（果蝠冠狀病毒HKU9、果蝠冠状病毒GCCDC1）為姊妹群，與其他病毒關係則較遠。
有學者將此病毒單獨歸入Hibecovirus亞屬中，將SARS-CoV、SARS-CoV-2和相關蝙蝠病毒組成亞屬Sarbecovirus，將HKU9與GCCDC1（支序D）組成亞屬Nobecovirus。